# Eilabun
Eilabun é uma vila árabe localizada na região da Galiléia e administrativamente na região norte do norte de Israel. Também está localizado no extremo oeste do Lago Tiberíades, habitado por cristãos e muçulmanos, com uma população de 5.160 pessoas e uma área de 4.900 dunums. É uma vila com uma cultura elevada nos mais diversos domínios, apesar das dificuldades que enfrentou e enfrenta no plano económico e social, e da sua área de influência no terreno, que se tornou muito limitada.

## Localização
A aldeia de Eilaboun está localizada no baixo leste da Galiléia, em uma pequena colina na parte nordeste da planície de Al-Batuf. Fica a 9 km ao norte de Golani Junction (Maskanah) na Rua No. 806. É cercado pelas terras de Mansoura ao norte e Nemrin ao sul.

## História
Foi ocupada em 30/10/1948, quando a história registrou um dia doloroso quando ocorreu o massacre de Eilabun. 14 jovens foram mortos a sangue frio. E abandonou seus habitantes a pé cerca de 150 km até o Líbano. Depois de 50 dias fora da pátria, a marcha de retorno ao vilarejo começou a construir uma nova vida sob o controle israelense.

### Antes da guerra de 1948
A população de Eilabun em 1922 era de cerca de 319 pessoas, e os residentes de Eilabun possuíam 14.712 dunums de terra, que registraram oficialmente em 1892 durante o domínio otomano.

#### Educação
A primeira sala de educação foi construída na aldeia com o financiamento dos padres católicos alemães da Igreja Tabgha em 1899. Apenas 24 alunos do sexo masculino foram ensinados lá. Em 1905, uma sala de educação semelhante foi construída para meninas. Em 1943, durante o Mandato Britânico, foi construída na aldeia uma escola primária com duas salas. Eles existem e ainda são usados como salas de aula.

#### População e religiões
A primeira igreja da vila foi construída para a comunidade católica romana em 1879, com os esforços do padre Paul Ashkar e dos moradores da vila. Em 1928, uma nova igreja foi construída para a comunidade ortodoxa grega, com os esforços do padre Elias Zureik. Após o retorno do povo de Eilabun do Líbano, deslocados do vilarejo de Hittin vieram para Eilabun, sendo as primeiras famílias muçulmanas a habitar o vilarejo. Então começou a campanha para reassentar os beduínos, e muitos dos que moravam perto dela voltaram para suas famílias.

## Características
No centro da velha aldeia existe um grande terreiro com cerca de 150 metros quadrados, também chamado de bairro, onde os homens da aldeia se reuniam aos domingos de manhã antes de irem à igreja, e era utilizado para festas de casamento. Depois da Nakba, a praça passou a se chamar Praça dos Mártires, em memória dos mártires de Eilabun.

## Massacre de Eilabum
No sábado, 30 de outubro, ocorreu um terrível massacre na vila de Eilabun, no qual 14 mártires dos melhores jovens da vila foram executados e seu povo foi expulso para o norte, para o Líbano. Então o povo da aldeia voltou depois de um tempo para reconstruir sua aldeia e contar os acontecimentos de sua pequena aldeia, que conta a história do povo palestino e sua catástrofe ocorrida em 1948.

### Antes do massacre
O povo de Eilabun se reuniu nas igrejas do vilarejo em 29 de outubro para passar a noite abrigado depois que o Exército de Salvação se retirou do vilarejo. Na manhã de 30 de outubro, gangues sionistas entraram na aldeia. Os aldeões foram expulsos das igrejas e o exército abriu fogo para intimidar os moradores e forçá-los a se reunir na praça da aldeia, onde Azar Salem Muslim foi martirizado. Os soldados não ouviram o chamado dos aldeões, embora eles anunciassem sua rendição para serem entregues em sua cidade.

### Massacre
Depois que o povo de Eilabun se reuniu na praça da aldeia, os soldados escolheram 18 dos melhores jovens da aldeia e forçaram o restante dos moradores a deixar a aldeia e fugir para o norte. Os soldados escolheram 6 jovens para serem escudos humanos e os obrigaram a dirigir um veículo militar na frente do exército, após o que puderam fugir do exército e escapar com vida da morte inevitável. Já os 12 jovens que permaneceram na aldeia foram baleados e executados.

### Depois do massacre
A praça da vila foi batizada de Praça dos Mártires e sua memória foi comemorada.

## A procissão do deslocamento
Quanto à procissão de deslocamento, as pessoas da aldeia começaram a caminhar em direção ao norte. Quando ouviram o som de tiros na aldeia, perceberam que um massacre havia sido cometido em Eilabun e que havia mártires. Assim, as pessoas partiram, carregadas de dor e tristeza, seguindo para seu destino desconhecido, guiadas pelos tiros atrás delas. Muitos ficaram feridos como resultado do tiroteio, e o mártir Semaan Jeris Choufani foi morto, elevando o número de mártires para 14 .

## Chegando ao campo de refugiados no Líbano
Os refugiados chegaram ao Líbano e se instalaram no campo de Mieh Mieh, onde dormiram em tendas para conviver com os demais refugiados do povo palestino nas condições mais duras.